# 詹姆斯·韋德爾·亞歷山大

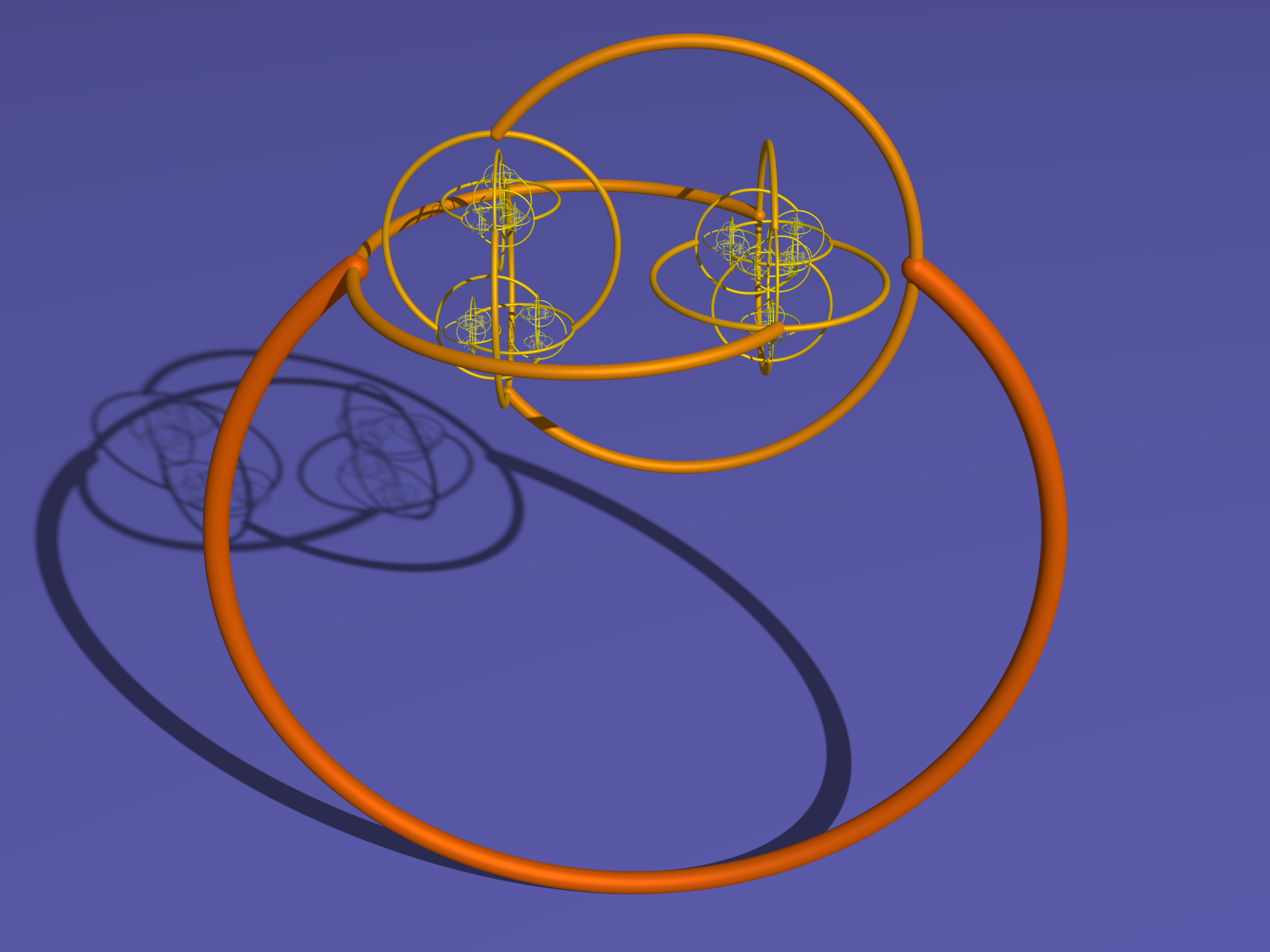
亞歷山大帶角球

詹姆斯·韋德爾·亞歷山大（英語：James Waddell Alexander II，1888年9月19日—1971年9月23日），美國拓撲學家，普林斯頓高等研究院最早期的成員之一。

## 生平
他的學術生涯大部分時間都在普林斯頓大學。他在那裡學習數學和物理，1910年和1911年取得學士和碩士學位後又留在那裡任導師，後來曾到歐洲留學。1915年在普林斯頓取得博士學位，在母校任教。兩次世界大戰期間，他都參與了軍事工作。

## 学术研究
在數學上，他是代數拓撲學專家：
- 證明了單純形的同調是拓撲不變。
- 紐結理論：
  - Reidemeister moves
  - 亞歷山大多項式
- 同調論的創立者之一
- 提出亞歷山大帶角球

## 个人爱好
在數學之外，他亦喜愛攀山，踏足過阿爾卑斯山脈和洛磯山脈。洛磯山公園內的Alexander's Chimney便是以他命名。在普林斯頓時，他的辦公室窗戶總是開着，以便他從地上攀進去。

## 家庭
他可謂來自上流社會。父親約翰·懷特·亞歷山大（John White Alexander）是美國人像畫家，同樣叫詹姆斯·韋德爾·亞歷山大的祖父是美國公平人壽保險協會主席。豐富的遺產令他在不領薪金的情況之下仍能成為百萬富翁。
由於他是社會主義者，在當時麥卡錫主義盛行的時代，令他1951年退休後不得不隱居。1954年他簽署了一封支持羅伯特·奧本海默的信，以後就沒公開出現。